# غول آرزونی
غول آرزونی (ارمنی: Ղուլ Արզունի؛ انگلیسی: Lul Arzuni زادهٔ ۱۶۵۰ - درگذشته ۱۷۵۰)، عاشوق اهل ارمنستان بود. هیچ جزئیات زندگی‌نامه‌ای در مورد این عاشوق در دسترس نیست.